# Ecuatoriano Unido
Ecuatoriano Unido fue un movimiento político ecuatoriano surgido en 2015 y registrado en 2018. Su fundador es Edwin Moreno, hermano del expresidente Lenín Moreno.

## Historia
El movimiento nació alrededor del año 2015 bajo el nombre Ecuador Unido. En las Elecciones seccionales de Ecuador de 2019 obtuvieron la prefectura de Zamora Chinchipe en alianza con el movimiento Juntos Podemos, Unidad Popular, Democracia Sí y el Partido Socialista con Cléver Jiménez como candidato.
En la Elecciones presidenciales de Ecuador de 2021 su candidato fue el pastor Gerson Almeida, cuya candidatura fue autodenominada «provida». La candidatura de Almeida recibió críticas desde sectores progresistas por su oposición al aborto y a la homosexualidad.

## Resultados electorales

### Elecciones presidenciales
| Año  | Candidatos     | Candidatos                 | Primera vuelta | Primera vuelta | Posición     |
| Año  | Presidente     | Vicepresidente             | Votos          | %              | Posición     |
| ---- | -------------- | -------------------------- | -------------- | -------------- | ------------ |
| 2021 | Gerson Almeida | Martha Cecilia Villafuerte | 160 571        | 1,73           | Octavo lugar |

### Elecciones legislativas
| Año  | Cabeza de lista | Lista Nacional | Lista Nacional | Lista Nacional | Listas provinciales | Listas provinciales | Listas provinciales | Listas del exterior | Listas del exterior | Listas del exterior |
| Año  | Cabeza de lista | Votos          | %              | Escaños        | Votos               | %                   | Escaños             | Votos               | %                   | Escaños             |
| ---- | --------------- | -------------- | -------------- | -------------- | ------------------- | ------------------- | ------------------- | ------------------- | ------------------- | ------------------- |
| 2021 | Rocío Juca      | 166 888        | 2,08           | 0              | 193 840             | 2,38                | 2                   | 1 407               | 1,75                | 0                   |

### Elecciones seccionales
| Año  | Prefecturas | Alcaldías |
| ---- | ----------- | --------- |
| 2019 | 1/23        | 14/221    |